# Rastros de mentiras
Amor à Vida (en español: Rastros de mentiras) es una telenovela brasileña producida y transmitida por TV Globo en su horario tradicional de las 21hs, entre el 20 de mayo de 2013 hasta 31 de enero de 2014 con un total de 221 capítulos.
Fue escrita por Walcyr Carrasco, con la colaboración de Daisy Chaves, Eliane García, Daniel Berlinsky y Márcio Haiduck, dirigida por André Barros, André Felipe Binder, Marcelo Travesso, Marco Rodrigo y Marcus Figueiredo, con la dirección general de Mauro Mendonça Filho sobre núcleo de Wolf Maya.
Fue protagonizada por Paolla Oliveira, Malvino Salvador y Mateus Solano en el rol protagónico antagónico, con las actuaciones estelares de Carolina Kasting, Thiago Fragoso, Marina Ruy Barbosa, Ricardo Tozzi, Sophia Abrahão, Klara Castanho y los primeros actores Susana Vieira, Elizabeth Savalla, Nathalia Timberg, Eliane Giardini, Luís Melo, Fúlvio Stefanini, Ary Fontoura y José Wilker. Cuenta con Vanessa Giácomo, Juliano Cazarré, Bárbara Paz, Fernanda Machado, Maria Maya, Danielle Winits, Marcello Antony, Leona Cavalli y los primeros actores Antônio Fagundes, Françoise Forton y Rosamaria Murtinho como los demás antagonistas.
Fue la primera telenovela brasileña en mostrar una escena de beso gay entre dos hombres, y la primera de la Rede Globo que muestra un beso homosexual.  El personaje de Félix (Mateus Solano) fue bien recibido por su actuación a nivel internacional. Está considerada por especialistas entre las tres mejores telenovelas brasileñas de la historia 
a nivel mundial.

## Trama

### Primera fase
2003. La historia gira en torno a los conflictos que ocurren en una familia rica por el control de un hospital, el renombrado San Magno, en la capital del estado. La institución de salud pertenece a la familia Khoury, que sigue bajo el mando del médico general Cesar Khoury (Antônio Fagundes). La medicina es un área frecuente en casi toda la familia: la mujer de Cesar, Pilar (Susana Vieira), una dermatóloga retirada y Paloma (Paolla Oliveira), la hija menor de la pareja, acaba de ser aprobada en la escuela de medicina, incluso después de varios intentos fallidos en varias otras áreas. Sólo Félix (Mateus Solano), el hijo mayor, no muestra vocación para seguir la misma carrera, pero la ambición no le falta. Como no consiguió ser médico, el muchacho se graduó en administración, para poder trabajar en la junta directiva del hospital y poner en práctica sus planes de ser el único en estar al frente de la empresa familiar. Además, Félix todavía oculta ser bisexual y mantiene un matrimonio de apariencias con la estilista Edith (Bárbara Paz).
Para conmemorar la entrada de Paloma en la universidad, la familia viaja a Machu Picchu en Perú, donde la joven conoce a Nido (Juliano Cazarré). Nido es un mochilero que adopta un estilo de vida libre de reglas y Paloma se enamora de él. Cansada de los conflictos con su madre, decide dejar a la familia y el trabajo en pleno viaje para vivir con Nido. Ambos están cerca de un año viajando sin rumbo alrededor de América del Sur, viviendo una intensa pasión, hasta que Paloma descubre que está embarazada. Sin dinero y pensando en la llegada del bebé, ella decide regresar a casa de sus padres en São Paulo, y convence al mochilero de ir juntos.
Para pagar el pasaje, Nido lleva drogas durante el viaje, pero en el momento de embarcar, Nido es detenido en un aeropuerto de Bolivia después que se encontraran las drogas en su cuerpo. Paloma luego de volver sola a São Paulo, sólo confía en su hermano para ayudarla a enfrentar a su familia. Félix convence a su hermana de que es mejor mantener el embarazo en secreto. De vuelta en la casa de sus padres, Paloma cuenta con la ayuda de la esposa de Félix, Edith, para disimular el abdomen con ropa holgada y sin levantar sospechas. En los últimos momentos del embarazo de Paloma, Ninho sale de la cárcel y va a São Paulo con la ayuda de Félix, quien planeó este encuentro para deshacerse de su hermana y luego ser el único heredero de la familia.
Paloma decide irse de su casa con Nido, pero es capturado por sus padres, que se sorprenden al darse cuenta de que ella espera un bebé. Después de discutir con su madre, ella se va y pasa la noche acompañando a Nido en un bar. Después de mucho beber para celebrar su salida de la cárcel, el mochilero tiene una desagradable disputa con Paloma y le dice que no quiere formar una familia. Muy decepcionada, ella lo corre, pero su temperamento hace que inicie su trabajo de parto, y ella acaba dando a luz a una niña en el baño del bar, con la ayuda de Marcia (Elizabeth Savalla), que estaba en el lugar. Félix, que había ido en busca de su hermana, llega al bar después de la información de un conductor de taxi, y la encuentra desmayada en el baño con su hija recién nacida a su lado, Marcia había llamado a la ambulancia y se fue por miedo a ser arrestada.
Sintiéndose amenazado por la nueva heredera de Khoury, Félix secuestra a la niña y la deja en un contenedor de basura en un callejón, mientras que Paloma se encuentra desfallecida. Cuando se despierta, Paloma no encuentra a la bebé y está convencida de que su hija ha sido robada misteriosamente sin dejar rastro.
El destino de Paloma se cruza con Bruno (Malvino Salvador), un hombre amable que acaba de perder a su esposa Luana (Gabriela Duarte) y su hijo, debido a complicaciones en el parto. Apenado por el incidente, Bruno encuentra a la hija de Paloma en un contenedor de basura cuando oye su llanto. Él ve el incidente como una señal divina, una nueva oportunidad para comenzar una nueva vida, y se lleva a la bebé a su casa.
Bruno recibe ayuda de su madre, la enfermera Ordália (Eliane Giardini), que trabaja en el hospital de San Magno, y de la obstetra Glauce (Leona Cavalli), para conseguir quedarse con el bebé sin tener que pasar por el proceso de adopción. Pide a Glauce cambiar el registro y anotar que su esposa dio a luz a dos niños: el bebé que murió, y la niña sobreviviente. Por amor a Bruno, Glauce hacer lo que pide, poniendo en riesgo su carrera. Un pacto se hace entre Bruno, Ordália y Glauce para que este secreto jamás sea revelado.

### Segunda fase
2013. Han pasado 10 años, y Paloma, después de terminar con Nido, se disculpa con sus padres y decide seguir la carrera de medicina trabajando como pediatra en el hospital de su padre, teniendo niños siempre a su lado para compensar la pérdida de su hija, a la ella cree que todavía está viva en alguna parte. Lo que ella no sabe es que su hija desaparecida es una de sus pacientes más queridas: Paulita (Klara Castanho), una chica muy dulce e inteligente. Paloma siempre ha tenido un fuerte vínculo de afecto con Paulita, incluso ignorando el hecho de que ella es su hija, y su acercamiento a la chica cruza su camino con Bruno y los dos adultos, quienes se había conocido años antes, cuando Paloma estaba hospitalizada y alimentó a Paula sin saber que ella era su hija.
El enamoramiento no demora en pasar, y cuando se dan cuenta los dos ya están juntos. La relación tiene una aprobación muy especial la de Paula, que adora a Paloma.
Unidos por el destino, Bruno (Malvino Salvador), Paloma (Paolla Oliveira) y Paulita (Klara Castanho) son felices hasta que el bien de su relación comienza a empañarse cuando Nido vuelve a Brasil decidido a recuperar Paloma. El destino les reserva momentos de alegría y tristeza, revelaciones y dilemas. En un momento de la trama, Paulita sufre una enfermedad grave y Paloma es la única que puede ayudar con la donación de un órgano, por su gran compatibilidad de sangre, tan grande que sólo un pariente cercano podría presentar tales resultados. Desconfiada, Paloma hace secretamente una prueba de ADN y descubre que Paulita es su hija, y junto a su familia luchará en los tribunales para obtener la custodia de Paulita en manos de Bruno, a quien ella cree ha robado a su hija y así lo comienza a odiar.
Lo que Paloma no imagina es que el verdadero culpable de todo esto es su hermano, Félix, que ahora, además de Paloma, tiene otro obstáculo que quitar de su camino, Paulita. En defensa de Bruno, estará una abogada competente, Silvia (Carol Castro). Además de todo este drama, vemos el estabilizado matrimonio de César y Pilar destrozado con la llegada de la nueva secretaria del doctor, Aline (Vanessa Giácomo), una joven bella y atractiva, pero astuta y de misterioso pasado que va a hacer todo lo posible para seducir a su jefe.
Aline se vuelve oficialmente la amante de Cesar, irrumpiendo la estabilidad entre él y Pilar como matrimonio. Después que Paloma logra llevarse a Paulita a casa, Bruno decide pelear también, y una vez más, se involucra la doctora Glauce en la historia, que chantajea emocionalmente a Cesar, diciéndole que robó el expediente médico del nacimiento de Paulita solo con el fin de proteger al hospital, argumentando sus razones, con lo cual convence a Cesar, que decide dejarla en paz y detener la investigación del caso del robo de Paulita. Glauce, al dar su testimonio, hace caer en cuenta a César y los miembros del hospital que, si Bruno se entera, podría demandarlos, pidiendo una gran suma de dinero, y por esa razón, verse obligados a cerrar el hospital. Por otro lado, Paloma piensa en perdonar a Bruno y rehacer una vida con él y su hija Paula; esto se ve interrumpido al descubrir a Bruno y Glauce besándose al dirigirse a la casa de Bruno. 
Félix chantajea emocionalmente a Glauce, acción por la cual deciden aliarse y falsificar las pruebas de ADN que volvieron a hacerse Paloma y Paulita, lo que decidiría quién tendría la custodia de Paula, y si realmente Paloma era su madre. Glauce, una vez más, logra falsificar las pruebas de ADN. Una enfermera la descubre y la sigue hasta el baño público del hospital donde, accidentalmente, Glauce la derriba, impactando su cabeza con un retrete y muriendo instantáneamente.  
Por la falsificación de las pruebas de ADN por parte de Glauce y el testimonio de la juez, Paulita vuelve a quedar en custodia de Bruno, con lo que Félix se muestra satisfecho, haciéndole creer a Paloma que todo era simplemente intuición y que ella no era la madre real de Paulita, dejándola deprimida extrañando la presencia de su hija. No obstante, los presentimientos de Paloma y su inexplicable conexión con Paulita la verán obligada a continuar con las dudas y llegar al fondo de todo.
Paloma siente cada vez más afecto hacia Paulita desde que fueron separadas, y aunque Bruno intenta alejarlas, ella se centra en otro misterio de su pasado: saber quién es su madre biológica, al enterarse por medio de su abuela que es hija de César mas no de Pilar. Tras una ardua investigación, Paloma logra hallar a su verdadera madre, María, quien se ve desinteresada por Paloma e incluso muestra tener cierta repulsión hacia ella. Con este descubrimiento, se revelan las verdaderas intenciones de Aline: destruir la vida de César y su familia apoderándose del hospital, pues busca vengarse de él por ser este el causante del accidente en que su madre perdió la vida y su tía, María, quedó confinada a una silla de ruedas. Con esto, también se descubre que Paloma y Aline en realidad son primas maternas.
Aline espía a Félix a petición de Edith y esta logra tomarle varias fotografías junto con su amante Angelito (Lucas Malvacini) mientras que Edith comienza a tener un apasionados encuentros con el mayordomo de la casa . Edith planea utilizar dichas fotos en su contra para mostrar que la familia que César le armó a Félix fue únicamente una fachada para tapar su verdadera inclinación sexual. Edith confiesa a Félix que le es infiel con el mayordomo Wagner Carvalho (Felipe Titto), pero él cree que está bromeando, hasta que Edith le muestra unos calzoncillos que están en el suelo, tras la cual, Félix la agrede y le dice que quiere separarse de ella. Acto seguido, Jonathan acude a defender a su madre del maltrato de Félix. Tras el incidente, con toda la familia reunida a la mesa, Félix aprovecha para decir que Edith y él iban a separase. Edith usa en su defensa la homosexualidad de Félix, revelando la verdad a todos los ahí reunidos, que creen que está perturbada y solo se trata de una invención de ella. En ese momento, Edith saca un sobre, mostrando las fotos que tomó Aline, donde se veía a Félix y Ángelito, prueba suficiente para dar credibilidad a Edith, quedando exhibida la homosexualidad de Félix ante toda la familia. Después Paloma le dice a Félix que lo ama y que ella lo va a apoyar en todo, y Félix siente remordimiento de haber alejado a Paulita de ella, y se lo va a decir pero se queda en silencio.

## Reparto
| Intérprete            | Personaje                               |
| --------------------- | --------------------------------------- |
| Mateus Solano         | Félix Rodriguez Khoury                  |
| Paolla Oliveira       | Paloma Rodríguez Khoury Araújo          |
| Malvino Salvador      | Bruno dos Santos Araújo                 |
| Vanessa Giácomo       | Aline Noronha Khoury †                  |
| Susana Vieira         | Pilar Rodriguez Khoury                  |
| Antônio Fagundes      | César Khoury                            |
| Juliano Cazarré       | Joaquim Roveri (Ninho)                  |
| Elizabeth Savalla     | Márcia do Espírito Santo                |
| Ricardo Tozzi         | Thales Brito                            |
| Thiago Fragoso        | Nicolas Corona (Niko)                   |
| Caio Castro           | Michel Gusmão                           |
| Marcello Antony       | Eron Lira Torgano                       |
| Marina Ruy Barbosa    | Nicole Veiga de Assis †                 |
| Leona Cavalli         | Glauce de Sá Benites †                  |
| Tatá Werneck          | Valdirene do Espírito Santo             |
| Klara Castanho        | Paula Sousa Araújo (Paulinha)           |
| Rosamaria Murtinho    | Tamara Gouveia Sobral                   |
| Bárbara Paz           | Edith Sobral Carvalho                   |
| Maria Casadevall      | Patrícia Mileto                         |
| Eliane Giardini       | Ordália Aparecida dos Santos Araújo     |
| José Wilker           | Herbert Marques                         |
| Luís Melo             | Atílio Pimenta Camargo / Alfredo Gentil |
| Ary Fontoura          | Lutero Moura Cardoso                    |
| Danielle Winits       | Amarilys Baroni                         |
| Fernanda Machado      | Leila Melo Rodríguez †                  |
| Nathalia Timberg      | Bernarda Campos Rodriguez               |
| Bruna Linzmeyer       | Linda Melo Rodriguez                    |
| Anderson Di Rizzi     | Carlos José dos Santos Araújo (Carlito) |
| Carol Castro          | Sílvia Bueno                            |
| Márcio García         | Gustavo Donato (Guto)                   |
| Fabiana Karla         | Perséfone Fortino                       |
| Rodrigo Andrade       | Daniel Melo Rodriguez                   |
| Vera Zimmerman        | Simone Maia Benítez                     |
| Christiane Tricerri   | Vega Azevedo                            |
| Françoise Forton      | Gisela Borba de Andrada Lemos (Gigi)    |
| Carlos Machado        | Ignácio Alvimar Carvalho                |
| Rainer Cadete         | Rafael Nero                             |
| Maria Maya            | Alejandra Reys Moreno                   |
| Sophia Abrahão        | Natasha Veiga de Assis Brito            |
| Thalles Cabral        | Jonathan Sobral Khoury                  |
| Carolina Kasting      | Regina Maria dos Santos Batista (Gina)  |
| Fúlvio Stefanini      | Denizard Trajano Araújo                 |
| Bel Kutner            | Joana Rangel                            |
| Lucas Romano          | Luciano dos Santos Araújo               |
| Paula Braun           | Rebeca Schatman                         |
| Mouhamed Harfouch     | Pérsio Faruq Ahmad                      |
| Neusa Maria Faro      | Maria Cecília Esteves (Ciça)            |
| Kiko Pissolato        | Maciel Pereira                          |
| Júlio Rocha           | Jacques Sampaio                         |
| Cristina Mutarelli    | Priscila Khoury                         |
| Lúcia Veríssimo       | Mariah Piattini †                       |
| Sandra Corveloni      | Neide Melo Rodriguez                    |
| Genézio de Barros     | Amadeu Campos Rodriguez                 |
| Emílio Orciollo Netto | Murilo de Andrada Lemos Corrêa          |
| Thavyne Ferrari       | Sandra Alves Corrêa (Sandrinha)         |
| Angela Rebello        | Lídia Pinheiro                          |
| Daniel Rocha          | Rogério Machado                         |
| André Garolli         | Vinícius Frazão                         |
| Álamo Facó            | Renan de Oliveira                       |
| Renata Castro Barbosa | Marilda Fernandes                       |
| Adriano Toloza        | Ivan Coelho                             |
| Marcelo Schmidt       | Valentin Reys Moreno                    |
| Ângela Dip            | Vivian Lobato                           |
| Marcelo Argenta       | Vanderlei Brandão                       |
| Josie Antello         | Adriana Nascimento                      |
| Raquel Villar         | Inaiá Seixas                            |
| Celso Bernini         | Jefferson Mattos                        |
| Camila Chiba          | Noriko Akiyoshi                         |
| Carol Rainato         | Raquel Gonçalves                        |
| Gabriel Chadan        | Adoniran Lobo                           |
| Pierre Baitelli       | Laerte Torres                           |
| Renata Tobelem        | Dirce Pascoal                           |
| Vera Ferreira         | Sirlange Pires                          |
| Felipe Titto          | Wagner Carvalho                         |
| Camila Czerkes        | Valéria Ferraz                          |
| Cassiano Barreto      | Ailton Lima                             |
| Vera Mancini          | Maristela Freitas                       |
| Miriam Lins           | Verônica Rocha                          |
| Ana Carbatti          | Judith Santiago                         |
| Nathália Rodrigues    | Elenice Marinelli                       |
| Marcelo Flores        | Rinaldo Silva                           |
| Gabriela Duarte       | Luana Sousa Araújo                      |
| Ângela Rabelo         | Eudóxia Carvalho                        |
| Francisco Cuoco       | Rubão Carvalho                          |
| Sidney Sampaio        | Elias                                   |
| Lucas Malvacini       | Anjinho                                 |
| Kayky Gonzaga         | Jayme                                   |
| Giovanna de Toni      | Ingrid                                  |
| Eriberto Leão         | André                                   |
| Gláucio Gomes         | Efigênio                                |
| Cláudio Tovar         | Delegado Assis                          |
| Jefferson Schoroeder  | Túlio                                   |
| Bruno Dubeux          | Samuel                                  |
| Dani Vieira           | Ellen                                   |
| Ilya São Paulo        | Euclides                                |
| Luíza Mariani         | Sabila                                  |
| Werles Pajero         | Juscelino                               |
| Jitman Vibranovski    | Aurélio                                 |
| João Cunha            | Jonas Gomide                            |
| Francine Melo         | Karina Ramos                            |

### Participación especial
| Intérprete      | Personaje             |
| --------------- | --------------------- |
| Márcio García   | Gustavo Donato (Guto) |
| Gabriela Duarte | Luana Sousa Araújo    |
| Neymar          | Él mismo              |
| Gusttavo Lima   | Él mismo              |
| Alexandre Pato  | Él mismo              |
| Eriberto Leão   | André                 |

## Recepción

### Audiencia
En su primer capítulo la novela registró una media de 35,5 puntos de audiencia y 37 pico con 59% de participación, en su final registro 48 puntos de audiencia y más del 75% de cuota en pantalla. El promedio general fue de 36 puntos, entre los 221 capítulos emitidos entre el 20 de mayo de 2013 al 31 de enero de 2014.
Se convirtió en el programa más visto de la televisión brasileña en la temporada 2013-2014 en el capítulo 27 de enero de enero de 2014, que registro 49,4 puntos de audiencia a nivel nacional.
| Horario              | # Eps. | Estreno            | Estreno         | Final               | Final           | Posición | Temporada   | Clasificación general |
| Horario              | # Eps. | Fecha              | Primer capítulo | Fecha               | Último capítulo | Posición | Temporada   | Clasificación general |
| -------------------- | ------ | ------------------ | --------------- | ------------------- | --------------- | -------- | ----------- | --------------------- |
| Lunes a Sabádo 21:15 | 221    | 20 de mayo de 2013 | 35              | 31 de enero de 2014 | 48              | #1       | 2013 – 2014 | 36                    |

## Transmisión internacional
| Cadena       | Horario | Inicio                   | Final             |
| ------------ | --- | ------------------------ | ----------------- |
| Azteca Trece | Lunes a viernes, 21:30-22:00 (22 de septiembre-3 de octubre de 2014) Lunes a viernes, 21:00-22:00 (6 de octubre de 2014-8 de mayo de 2015) | 22 de septiembre de 2014 | 8 de mayo de 2015 |

## Premios y nominaciones
| Año  | Premio                        | Categoría                   | Nominado(a)                        | Resultado | Ref.                 |
| ---- | ----------------------------- | --------------------------- | ---------------------------------- | --------- | -------------------- |
| 2013 | Meus Prêmios Nick             | Ator Favorito               | Mateus Solano                      | Ganadora  | [ 27 ] [ 28 ]        |
| 2013 | Meus Prêmios Nick             | Atriz Favorita              | Tatá Werneck                       | Nominada  | [ 27 ]               |
| 2013 | Meus Prêmios Nick             | Personagem de TV Favorito   | Valdirene (Tatá Werneck)           | Nominada  | [ 27 ]               |
| 2013 | Meus Prêmios Nick             | Gata do Ano                 | Marina Ruy Barbosa                 | Ganadora  | [ 27 ] [ 28 ]        |
| 2013 | Meus Prêmios Nick             | Gato do Ano                 | Caio Castro                        | Nominada  | [ 27 ]               |
| 2013 | Prêmio Extra de Televisão     | Mejor novela                | Walcyr Carrasco                    | Ganadora  | [ 29 ] [ 30 ] [ 31 ] |
| 2013 | Prêmio Extra de Televisão     | Mejor Atriz                 | Paolla Oliveira                    | Nominada  | [ 29 ]               |
| 2013 | Prêmio Extra de Televisão     | Mejor Atriz                 | Susana Vieira                      | Nominada  | [ 29 ]               |
| 2013 | Prêmio Extra de Televisão     | Mejor actor                 | Antônio Fagundes                   | Nominada  | [ 29 ]               |
| 2013 | Prêmio Extra de Televisão     | Mejor actor                 | Malvino Salvador                   | Nominada  | [ 29 ]               |
| 2013 | Prêmio Extra de Televisão     | Mejor actor                 | Mateus Solano                      | Ganador   | [ 29 ] [ 32 ]        |
| 2013 | Prêmio Extra de Televisão     | Mejor primera actriz        | Elizabeth Savalla                  | Ganador   | [ 29 ] [ 33 ]        |
| 2013 | Prêmio Extra de Televisão     | Mejor primera actriz        | Fernanda Machado                   | Nominada  | [ 29 ]               |
| 2013 | Prêmio Extra de Televisão     | Mejor primera actriz        | Vanessa Giácomo                    | Nominada  | [ 29 ]               |
| 2013 | Prêmio Extra de Televisão     | Mejor actor de revelación   | Anderson Di Rizzi                  | Nominada  | [ 29 ]               |
| 2013 | Prêmio Extra de Televisão     | Mejor actor de revelación   | Luís Melo                          | Nominada  | [ 29 ]               |
| 2013 | Prêmio Extra de Televisão     | Mejor actriz en revelación  | Maria Casadevall                   | Nominada  | [ 29 ]               |
| 2013 | Prêmio Extra de Televisão     | Mejor actriz en revelación  | Tatá Werneck                       | Ganador   | [ 29 ] [ 34 ]        |
| 2013 | Prêmio Extra de Televisão     | Melhor Ator/Atriz Infantil  | Klara Castanho                     | Ganador   | [ 29 ] [ 35 ]        |
| 2013 | Prêmio Extra de Televisão     | Mejor Tema Musical          | "Maravida" (Daniel)                | Nominada  | [ 29 ]               |
| 2013 | Prêmio Extra de Televisão     | Mejor Tema Musical          | "Meiga e Abusada" (Anitta)         | Nominada  | [ 29 ]               |
| 2013 | Prêmio Extra de Televisão     | Mejor Tema Musical          | "Piradinha" (Gabriel Valim)        | Nominada  | [ 29 ]               |
| 2013 | Prêmio Extra de Televisão     | Ídolo Teen                  | Caio Castro                        | Ganador   | [ 29 ] [ 36 ]        |
| 2013 | Capricho Awards               | Mejor Atriz Nacional        | Tatá Werneck                       | Ganador   | [ 37 ]               |
| 2013 | Capricho Awards               | Mejor Atriz Nacional        | Maria Casadevall                   | Nominada  | [ 37 ]               |
| 2013 | Capricho Awards               | Mejor Atriz Nacional        | Marina Ruy Barbosa                 | Nominada  | [ 37 ]               |
| 2013 | Capricho Awards               | Mejor Actor Nacional        | Caio Castro                        | Ganador   | [ 37 ]               |
| 2013 | Capricho Awards               | Troféu Pegação              | Maria Casadevall e Caio Castro     | Nominada  | [ 37 ]               |
| 2013 | Premio Jovem Brasileiro       | Mejor Ator                  | Caio Castro                        | Ganador   | [ 38 ]               |
| 2013 | Premio Jovem Brasileiro       | Mejor Atriz                 | Marina Ruy Barbosa                 | Nominada  | [ 39 ]               |
| 2013 | O Globo: Premio Faz Diferença | Revista da TV               | Tatá Werneck                       | Nominada  | [ 40 ]               |
| 2013 | Troféu APCA                   | Mejorr Actor                | Mateus Solano                      | Ganador   | [ 41 ]               |
| 2013 | Troféu APCA                   | Mejor Primera Actriz        | Nathalia Timberg                   | Ganador   | [ 41 ]               |
| 2013 | Troféu APCA                   | Mejor Primera Actriz        | Tatá Werneck                       | Nominada  | [ 41 ]               |
| 2013 | Retrospectiva UOL             | Mejor Novela                | Walcyr Carrasco                    | Nominada  | [ 42 ]               |
| 2013 | Retrospectiva UOL             | Mejor Atriz                 | Susana Vieira                      | Nominada  | [ 42 ]               |
| 2013 | Retrospectiva UOL             | Mejor Actor                 | Mateus Solano                      | Ganador   | [ 42 ]               |
| 2013 | Retrospectiva UOL             | Mejor Villana               | Vanessa Giácomo                    | Ganadora  | [ 42 ]               |
| 2013 | Retrospectiva UOL             | Mejor Villano               | Mateus Solano                      | Nominada  | [ 42 ]               |
| 2013 | Retrospectiva UOL             | Mejor Pareja                | Tatá Werneck y Anderson Di Rizzi   | Nominada  | [ 42 ]               |
| 2013 | Retrospectiva UOL             | Mejor Pareja                | Paola Oliveira e Malvino Salvador  | Nominada  | [ 42 ]               |
| 2013 | Retrospectiva UOL             | Mejor Pareja                | Caio Castro y Maria Casadevall     | Nominada  | [ 42 ]               |
| 2013 | Retrospectiva UOL             | Mejor Pareja                | Marina Ruy Barbosa y Ricardo Tozzi | Nominada  | [ 42 ]               |
| 2013 | Retrospectiva UOL             | Melhor Ator/Atriz Revelação | Maria Casadevall                   | Nominada  | [ 42 ]               |
| 2013 | Retrospectiva UOL             | Melhor Ator/Atriz Revelação | Tatá Werneck                       | Ganador   | [ 42 ]               |
| 2013 | Prêmio Quem de Televisão      | Mejor Actor Protagónico     | Antonio Fagundes                   | Nominada  | [ 43 ]               |
| 2013 | Prêmio Quem de Televisão      | Mejor Actor Protagónico     | Mateus Solano                      | Ganador   | [ 43 ]               |
| 2013 | Prêmio Quem de Televisão      | Mejor Actriz Protagónica    | Susana Vieira                      | Nominada  | [ 43 ]               |
| 2013 | Prêmio Quem de Televisão      | Mejor actor de reparto      | Anderson Di Rizzi                  | Nominada  | [ 43 ]               |
| 2013 | Prêmio Quem de Televisão      | Mejor actor de reparto      | Luís Mello                         | Nominada  | [ 43 ]               |
| 2013 | Prêmio Quem de Televisão      | Mejor primera actriz        | Elizabeth Savalla                  | Ganadora  | [ 43 ]               |
| 2013 | Prêmio Quem de Televisão      | Mejor primera actriz        | Nathalia Timberg                   | Ganadora  | [ 43 ]               |
| 2013 | Prêmio Quem de Televisão      | Revelación                  | Felipe Titto                       | Nominada  | [ 43 ]               |
| 2013 | Prêmio Quem de Televisão      | Revelación                  | Maria Casadevall                   | Nominada  | [ 43 ]               |
| 2013 | Prêmio Quem de Televisão      | Revelación                  | Tatá Werneck                       | Ganador   | [ 43 ]               |
| 2013 | Prêmio Quem de Televisão      | Mejor Actor                 | Walcyr Carrasco                    | Ganador   | [ 43 ]               |
| 2013 | Melhores do Ano               | Mejor Actriz                | Paolla Oliveira                    | Ganador   | [ 44 ] [ 45 ]        |
| 2013 | Melhores do Ano               | Mejor Actriz                | Susana Vieira                      | Nominada  | [ 44 ]               |
| 2013 | Melhores do Ano               | Mejor Actriz                | Vanessa Giácomo                    | Nominada  | [ 44 ]               |
| 2013 | Melhores do Ano               | Mejor Actor                 | Antônio Fagundes                   | Nominada  | [ 44 ]               |
| 2013 | Melhores do Ano               | Mejor Actor                 | Mateus Solano                      | Ganador   | [ 44 ]               |
| 2013 | Melhores do Ano               | Mejor Atriz de reparto      | Elizabeth Savalla                  | Ganador   | [ 44 ]               |
| 2013 | Melhores do Ano               | Mejor Atriz de reparto      | Fabiana Karla                      | Nominada  | [ 44 ]               |
| 2013 | Melhores do Ano               | Mejor actor de reparto      | Caio Castro                        | Nominada  | [ 44 ]               |
| 2013 | Melhores do Ano               | Mejor actor de reparto      | Juliano Cazarré                    | Nominada  | [ 44 ]               |
| 2013 | Melhores do Ano               | Mejor actor de reparto      | Thiago Fragoso                     | Ganador   | [ 44 ]               |
| 2013 | Melhores do Ano               | Mejor actriz revalción      | Maria Casadevall                   | Nominada  | [ 44 ]               |
| 2013 | Melhores do Ano               | Mejor actriz revalción      | Tatá Werneck                       | Ganador   | [ 44 ]               |
| 2013 | Melhores do Ano               | Mejor actor en revelación   | Anderson Di Rizzi                  | Ganador   | [ 44 ]               |
| 2013 | Melhores do Ano               | Mejor actor/actriz infantil | Klara Castanho                     | Nominada  | [ 44 ]               |
| 2014 | Trofeo Imprensa               | Melhor Novela               | Walcyr Carrasco                    | Ganador   | [ 46 ] [ 47 ]        |
| 2014 | Trofeo Imprensa               | Melhor Ator                 | Caio Castro                        | Nominado  | [ 46 ] [ 47 ]        |
| 2014 | Trofeo Imprensa               | Melhor Ator                 | Mateus Solano                      | Ganador   | [ 46 ] [ 47 ]        |
| 2014 | Trofeo Imprensa               | Melhor Atriz                | Elizabeth Savalla                  | Nominada  | [ 46 ] [ 47 ]        |
| 2014 | Trofeo Imprensa               | Melhor Atriz                | Vanessa Giácomo                    | Ganador   | [ 46 ] [ 47 ]        |
| 2014 | Trofeo Imprensa               | Revelación                  | Tatá Werneck                       | Ganador   | [ 46 ] [ 47 ]        |
| 2014 | Troféu Internet               | Melhor Novela               | Walcyr Carrasco                    | Ganador   | [ 46 ] [ 47 ]        |
| 2014 | Troféu Internet               | Melhor Ator                 | Antonio Fagundes                   | Nominada  | [ 46 ] [ 47 ]        |
| 2014 | Troféu Internet               | Melhor Ator                 | Caio Castro                        | Nominada  | [ 46 ] [ 47 ]        |
| 2014 | Troféu Internet               | Melhor Ator                 | Malvino Salvador                   | Nominada  | [ 46 ] [ 47 ]        |
| 2014 | Troféu Internet               | Melhor Ator                 | Mateus Solano                      | Ganador   | [ 46 ] [ 47 ]        |
| 2014 | Troféu Internet               | Mejor Actriz                | Elizabeth Savalla                  | Nominada  | [ 46 ] [ 47 ]        |
| 2014 | Troféu Internet               | Mejor Actriz                | Paola Oliveira                     | Nominada  | [ 46 ] [ 47 ]        |
| 2014 | Troféu Internet               | Mejor Actriz                | Susana Vieira                      | Nominada  | [ 46 ] [ 47 ]        |
| 2014 | Troféu Internet               | Mejor Actriz                | Vanessa Giácomo                    | Nominada  | [ 46 ] [ 47 ]        |
| 2014 | Troféu Internet               | Revelación                  | Maria Casadevall                   | Nominada  | [ 46 ] [ 47 ]        |
| 2014 | Troféu Internet               | Revelación                  | Tatá Werneck                       | Ganador   | [ 46 ] [ 47 ]        |
| 2014 | Premio Contigo! de TV         | Novela del año              | Walcyr Carrasco                    | Ganador   | [ 48 ]               |
| 2014 | Premio Contigo! de TV         | Melhor Ator de Novela       | Antônio Fagundes                   | Nominada  | [ 49 ]               |
| 2014 | Premio Contigo! de TV         | Melhor Ator de Novela       | Mateus Solano                      | Ganador   | [ 49 ]               |
| 2014 | Premio Contigo! de TV         | Melhor Actriz de Novela     | Paolla Oliveira                    | Nominada  | [ 50 ]               |
| 2014 | Premio Contigo! de TV         | Melhor Actriz de Novela     | Vanessa Giácomo                    | Ganador   | [ 50 ]               |
| 2014 | Premio Contigo! de TV         | Mejor Actor de reparto      | Anderson Di Rizzi                  | Nominada  | [ 51 ]               |
| 2014 | Premio Contigo! de TV         | Mejor Actor de reparto      | Thiago Fragoso                     | Ganador   | [ 51 ]               |
| 2014 | Premio Contigo! de TV         | Mejor Actriz de Reparto     | Bruna Linzmeyer                    | Nominada  | [ 52 ]               |
| 2014 | Premio Contigo! de TV         | Mejor Actriz de Reparto     | Elizabeth Savalla                  | Ganador   | [ 52 ]               |
| 2014 | Premio Contigo! de TV         | Revelação da TV             | Maria Casadevall                   | Nominada  | [ 53 ]               |
| 2014 | Premio Contigo! de TV         | Revelação da TV             | Tatá Werneck                       | Ganador   | [ 53 ]               |
| 2014 | Premio Contigo! de TV         | Melhor Atriz Infantil       | Klara Castanho                     | Nominada  | [ 54 ]               |
| 2014 | Premio Contigo! de TV         | Mejor Autor de Novela       | Walcyr Carrasco                    | Nominada  | [ 55 ]               |
| 2014 | Premio Contigo! de TV         | Mejor Diretor de Novela     | Wolf Maya y Mauro Mendonça Filho   | Nominada  | [ 56 ]               |

## Banda sonora

### Nacional
1. "Piradinha" - Gabriel Valim
2. "Pontes Indestrutíveis - Charlie Brown Jr.
3. "As Mina Pira na Balada" - Gusttavo Lima
4. "Meiga e Abusada" - Anitta
5. "As Curvas da Estrada de Santos" - Lulu Santos feat. Késia Estácio
6. "Trem das Onze" - Zeca Pagodinho
7. "O Amor em Paz" - Ivete Sangalo
8. "Um Ser Amor" - Paula Fernandes
9. "Fofinha Delícia" - Sorriso Maroto
10. "Amor, Amor" - Wanessa Camargo
11. "Combustível" - Ana Carolina
12. "Você Não Poderia Surgir Agora" - Roberta Sá
13. "Caio no Suingue" - Pedro Luis e a Parede
14. "Na Selva de Pedra" - Conexão Baixada
15. "Maravida" - Daniel
16. "Amor à Vida" - Nando Reis
17. "Dançando na Garoa" - Jammil
18. "Sambas Urbanos" - Rodrigo Pita

### Internacional
1. "When I Was Your Man" - Bruno Mars
2. "Just Give Me A Reason" - Pink ft. Nate Ruess
3. "Proud" - Heather Small
4. "Brand New Me" - Alicia Keys
5. "Get Lucky" - Daft Punk ft. Pharrell Williams
6. "Up In The Air" (éxplicit) - 30 Seconds to Mars
7. "We Can't Stop" - Miley Cyrus
8. "Busy" (For Me)- Aurea
9. "The Stars" (Are Out Tonight) - David Bowie
10. "It's Over" - Rod Stewart
11. "Bad"- Groovy Waters
12. "Love You In Those Jeans" - P9
13. "Wake Up And Love Me" - Casey Thompson
14. "Un Vestido Y Un Amor" - Caetano Veloso
15. "Ci Sono Pensieri" - Mariella Nava
16. "Summertime Sadness" - Lana Del Rey
17. "Empathy" - Alanis Morissette
18. "The perfect life" - Moby
19. "I Have the Love" - Simply Red